# María Such Palomares
Pour les articles homonymes, voir Such.
María Such Palomares, née le 23 juin 1990, est une femme politique espagnole membre du PSOE.
Elle est députée de Valence du 5 janvier 2016 au 8 août 2016 pour les XIe et XIIe législatures.

## Biographie

### Profession
María Such Palomares est titulaire d'une licence en droit, d'une licence en sciences politiques et d'administration publique et d'un master en profession d'avocat. Elle est avocate.

### Carrière politique
Elle a été secrétaire générale des jeunes socialistes de la Ribera del Xúquer et membre du comité exécutif national des jeunes socialistes du Pays valencien.
Le 20 décembre 2015, elle est élue députée pour Valence au Congrès des députés et réélue en 2016. Elle démissionne le 8 août 2016, après sa nomination à la direction de l'Institut valencien des femmes et de l'égalité des genres. Elle est remplacée par le suivant sur la liste : Ciprià Ciscar.